# Trichosanthes emarginata
Trichosanthes emarginata är en gurkväxtart som beskrevs av Rugayah. Trichosanthes emarginata ingår i släktet Trichosanthes och familjen gurkväxter. Inga underarter finns listade i Catalogue of Life.